# Torshälla
 (juillet 2025).
Si vous disposez d'ouvrages ou d'articles de référence ou si vous connaissez des sites web de qualité traitant du thème abordé ici, merci de compléter l'article en donnant les références utiles à sa vérifiabilité et en les liant à la section « Notes et références ».
Torshälla est une localité située dans la commune d’Eskilstuna, dans le comté de Södermanland, en Suède.
Avec une population d’environ 9 400 habitants en 2020, cette ville historique se trouve à environ 7 km au nord d’Eskilstuna. Torshälla est connue pour son passé industriel, centré autour de la production d’acier à l’usine Nyby Bruk, ainsi que pour son riche patrimoine historique et culturel.

## Voies de communication et ransport
Torshälla est accessible par la route nationale 56, avec des connexions routières vers le nord et le sud de la Suède. La ville est également reliée à Eskilstuna par des services de bus fréquents .

## Histoire
La ville de Torshälla a été fondée en 1317, lorsqu’elle a reçu ses droits municipaux du roi Birger Magnusson. Son nom dérive du dieu nordique Thor, reflétant une histoire ancienne de lieux de culte viking sur son territoire. L’église médiévale de Torshälla, avec des fresques du XVe siècle, témoigne de cette longue histoire, avec une peinture notable représentant les premières lunettes connues en Suède .
Pendant des siècles, Torshälla a prospéré en tant que centre de commerce. Toutefois, après l’octroi de droits municipaux à Eskilstuna en 1659 et l’essor de l’industrie dans cette ville voisine, Torshälla a perdu de son importance économique .

## Démographie
En 2020, la population de Torshälla s’élevait à environ 9 400 habitants, avec une densité d’environ 1 000 habitants par kilomètre carré  . Depuis les années 1970, Torshälla a acquis le caractère d’une ville de banlieue, avec une grande partie de sa population se déplaçant vers Eskilstuna pour le travail.

## Économie
L’industrie locale reste dominée par la production d’acier, en particulier à Nyby Bruk, fondée en 1829 par Adolf Zethelius. La ville conserve une tradition industrielle, bien que de nombreux habitants travaillent aujourd’hui dans les grandes villes voisines, faisant de Torshälla une ville principalement résidentielle .

## Culture locale et patrimoine

### Lieux d’intérêt
L’église de Torshälla est construite au XIIe siècle ; elle abrite des fresques du XVe siècle réalisées par le peintre Albertus Pictor.
Le musée Ebeling est dédié à l’artiste Allan Ebeling ; il présente ses œuvres ainsi que d’autres expositions d’art .
La Bergströmska gården est une maison de marchand du XVIIIe siècle qui accueille au XXIe siècle un musée retraçant l’histoire locale.

### Personnalités liées à la commune
Anni-Frid Lyngstad, membre du groupe ABBA, a vécu à Torshälla dans son enfance.
Anna Nordqvist est une golfeuse professionnelle, championne de l’Open féminin britannique.